# ウルリヒシュタイン
ウルリヒシュタイン (ドイツ語: Ulrichstein) は、ドイツ連邦共和国ヘッセン州中央部フォーゲルスベルク郡の小都市で、州認定の保養地である。

## 地理

### 位置
ウルリヒシュタインは、フォーゲルスベルク山地の高度 559 m に位置する。海抜 614 m のシュロスベルクが町内の最高地点である。この高さから、ウルリヒシュタインはヘッセン州で最も高い場所にある自治体とされている。この町は州認定の保養地であり、ホーエローツコプフ自然保護地域に隣接する。ウルリヒシュタインの北西すぐの場所にオーム川の水源がある。

### 隣接する市町村
ウルリヒシュタインは、北はフェルダタール、東はラウタータール、南はショッテン（以上 3市町村はフォーゲルスベルク郡）、南西はラウバッハ（ギーセン郡）、西はミュッケ（フォーゲルスベルク郡）と境を接している。

### 市の構成
1972年のヘッセン州の地域再編以後、本市は以下の地区で構成される。
| - ウルリヒシュタイン（首邑） - ケルツェンハイン - フェルトクリュッケン - レープゲスハイン - ボーベンハウゼン II | - ヘルパースハイン - ウンター＝ザイベルテンロート - オーバー＝ザイベルテンロート - ヴォーンフェルト |

## 歴史

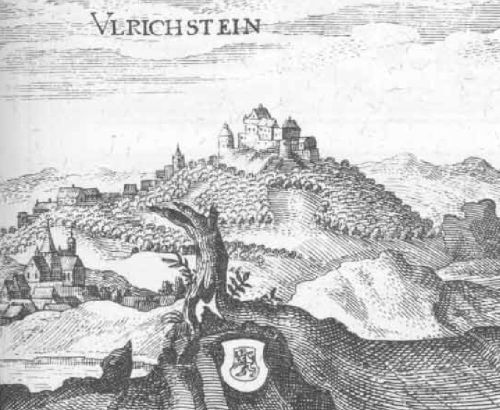
1655年出版のマテウス・メーリアンの銅版画に描かれたウルリヒシュタイン

この街は、高度 600 m を超える玄武岩の山上に今もその遺構が遺る城塞施設をその起源としている。この城塞の中心部分は、12世紀に建造された。12世紀から13世紀の城の所有者は明らかでないが、おそらくビューディンゲン伯やブロイベルク家を経て、ヘッセン方伯領となったと推測される。確かなことは、1269年の文書に「ウルリヒハインの森」がヘッセン方伯ハインリヒ1世の所領とされていることである。14世紀にこの所領は、レーエンとしてアイゼンバッハ家に与えられ、城はより強固に拡張された。1347年にウルリヒシュタインは、神聖ローマ皇帝ルートヴィヒ4世から都市権を授けられた。
リーデゼル家が、方伯の大元帥および財務官僚としてアイゼンバッハ家の所領を引き継いだ。この領主家は、十分の一税を徴収し、神聖ローマ帝国の終焉まで司法権を振るった。
この街は、1763年の火災で、わずかな例外（城のフォアヴェルク（外郭部の付属建造物）やウルリヒ＝ムル通りのペプラー邸）を除いて、中世の建造物を失った。街の旅館のプレートによれば、解放戦争中の 1813年10月にゲプハルト・レベレヒト・フォン・ブリュッヘルがウルリヒシュタインに滞在した。ウィーン会議で、ウルリヒシュタインはヘッセン大公国のオーバーヘッセン管区に属すこととなった。城塞はその機能を失い、維持管理がなされなくなり、1826年に取り壊された。
ヘッセン州の再編に伴い、1972年に、それまでラウターバッハ郡に属していたウルリヒシュタイン市、ケルツェンハイン、フェルトクリュッケン、レープゲスハイン、アルスフェルト郡に属したボーデンハウゼン II、ヘルパースハイン、オーバー＝ザイベルテンロート、ウンター＝ザイベルテンロート、ヴォーンフェルトが合併して、現在のウルリヒシュタインが新しい自治体として成立した。
1991年から2005年まで、地元の公益振興会が城址の大規模な修復と観光資料の整備を行った。

## 行政

### 議会
ウルリヒシュタインの市議会は、23議席からなる。

### 首長
2011年12月1日から、無所属のエトヴィーン・シュナイダーがウルリヒシュタインの市長を務めている。彼は、健康上の理由で辞任した前市長エルヴィン・ホルストの後任として、市長に就任した。彼は、2011年11月6日の直接選挙で、4人の対立候補に勝利した。

## 文化と見所

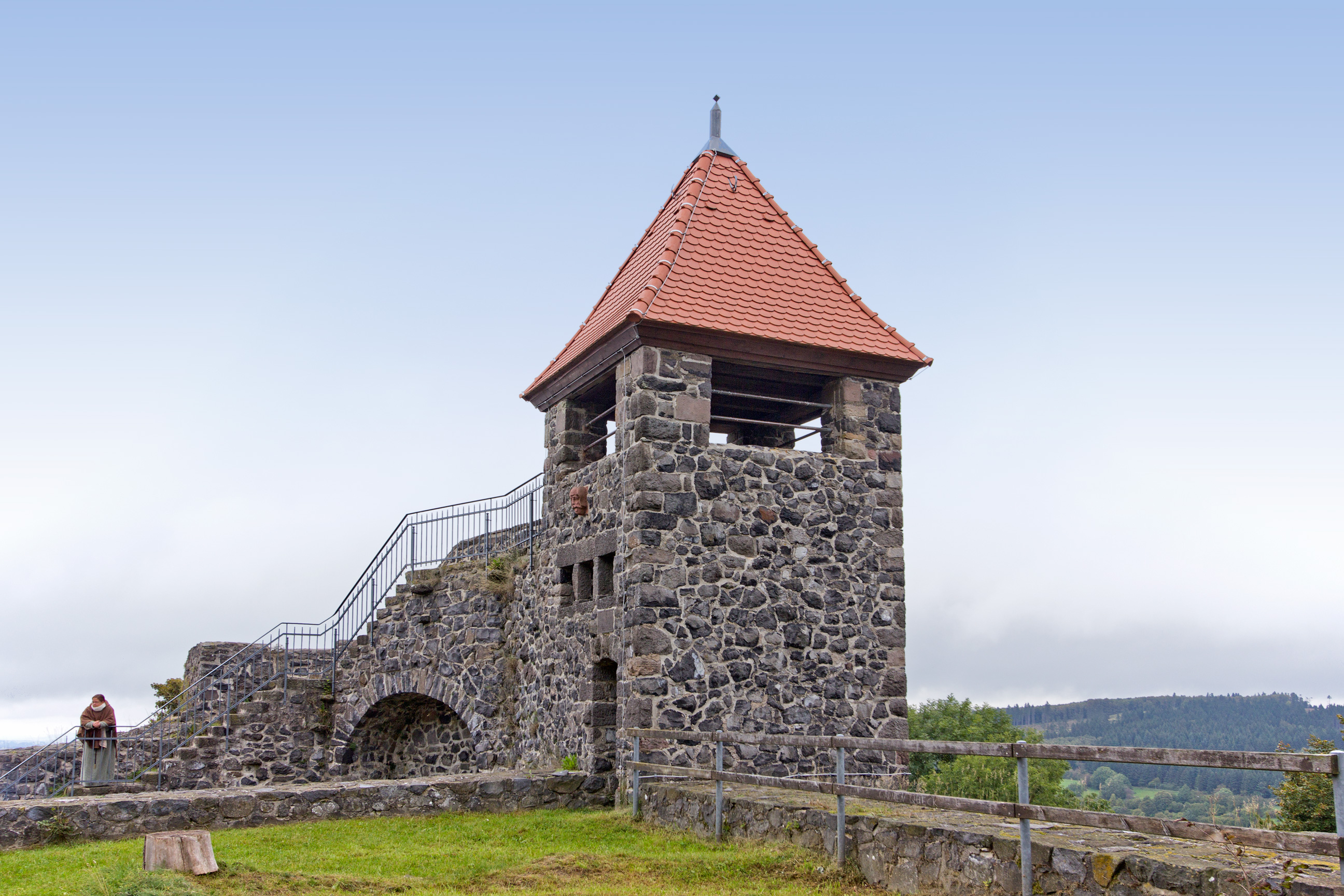
ウルリヒシュタイン城趾

- この街で目を惹くのは、広い範囲から見ることのできるウルリヒシュタイン城の城山である。ここには、城の遺構と、国内外の戦争で犠牲となった戦没者記念碑がある。城山の麓には 2つの城の附属建造物、税関と十分の一税倉庫がある。これは1464年のもので、市の最も古い部分を構成していた。ここには通行税と十分の一税が保管されていた。
- ウルリヒシュタイン城の周りには、フォーゲルスベルクガーデンが整備されている。
- プロテスタント教会（1861年）は、内陣アプスとほっそりとした塔を有する単廊式教会で、ネオゴシック様式とネオバロック様式が一体となっている。この建物は先代の教会跡に建てられた。平天井の教会内には、装飾の豊かな聖歌隊席と、後期ゴシック様式の内陣ヴォールトが見られる。
- アンティーク博物館は青い板葺きの建物である。
- ポンプ式の村の泉の近くにあるベージュ色の板葺きの木組み建築である旧区裁判所（1838年建造）の傍らに 2本の古いボダイジュがある。1870/71年に植えられたフリーデンスリンデと、1895年の帝国宰相ビスマルク 80歳の誕生日に植えられたビスマルク・リンデである。
- 旧シナゴーグ（1847年）、ミクワー、ユダヤ人用パン焼き小屋（1849年）およびユダヤ人墓地が、かつてのウルリヒのユダヤ人社会を想起させる。
- 特徴的な色彩の板葺き屋根と木組み建築、さらには両者が組み合わされた建物が、ウルリヒシュタインには数多くある。こうした建築様式は、近隣集落であるボーベンハウゼン、オーバー＝ザイベルテンロート、ウンター＝ザイベルテンロートでは教会にも用いられている。

- 旧十分の一税倉庫
- フォーゲルスベルクガーデンのヒツジ
- ウルリヒシュタインのプロテスタント教会
- ボーベンハウゼンの教会
- オーバー＝ザイベルテンロートの教会
- ウンター＝ザイベルテンロートの教会

## 経済と社会資本
ウルリヒシュタインには大企業や大きな工場はない。この小都市には、近代的な保養地観光や個人観光向けの社会資本が整備されている。地元料理とイタリアン・レストランを併設した2つのホテルの他に、一連のペンション、民宿、休暇村がある。さらに、多くの別荘があるが、その所有者は主にライン＝マイン地域の住民である。

### 風力エネルギー
ウルリヒシュタインは、多くの風力発電機があることでも知られている。フォーゲルスベルク山地の風にさらされた尾根は、風力利用に良い条件を備えている。ウルリヒシュタインは、1980年代末にフォーゲルスベルク風力エネルギー・パークの建設地に選ばれた。これはドイツで初めて中低山地に造られたウィンドパークであり、ヘッセンで最初のウィンドパークでもあった。実際には、ウィンドパークはグレーベンハイン町内のハルトマンスハイン地区の付近に建設された。
1994年、オーバー＝ザイベルテンロート市区近くの 558 m のプラッテに、市域内で最初のウィンドパークが造られた。これはヘッセンで最初の商用ウィンドパークの1つである。この施設の経営者は、hessenEnergie の特別目的事業体 hessenWind GmbH であり、OVAG (Oberhessische Versorgungsbetriebe AG) に属す。hessenWind は、現在ウルリヒシュタイン市内に 4つのウィンドパークを経営している。
1996年7月、ウルリヒシュタインはドイツで初めての市立のウィンドパークを、やはりアウフ・デア・プラッテで稼働させた。市は現在までに 3カ所のウィンドパークを建設し、hessenWindと協力したウルリヒシュタイン施設局を介して市立発電所として運用している。外部資本のウィンドパークとは異なり、その経営コンセプトに従って、すべての発電量が直接市内の世帯で使えるようになっている。
さらに、Bürgerwind Ulrichstein Betriebs GmbH & Co. KG によって 5基の風力発電施設がビュルガーヴィントパーク（市民ウィンドパーク）として運営されている。この施設は、ウルリヒシュタインおよび近隣市町村の 137人の所有である。風力エネルギーの利用に関して多くの案内板で情報を提供する風力エネルギー学習路は、最も古いウィンドパーク「アウフ・デア・プラッテ」にある。
ウルリヒシュタインに存在するウィンドパークは以下の通りである。これらのうちいくつかは、リパワリング（交換）がなされたり計画されている。
- ウルリヒシュタイン・ウィンドパーク「アウフ・デア・プラッテ」: 1994年稼働開始（1996年に拡張、2012年にリパワリング）7基、総出力 16.1 MW、経営者 hessenEnergie（2012年まではウルリヒシュタイン施設局も経営参加していた）
- ウルリヒシュタイン・ウィンドパーク「アルテ・ヘーエ」: 2000年稼働開始（2011年に拡張）、12基、総出力 14.6 MW、経営者 hessenEnergie、ウルリヒシュタイン施設局、Bürgerwind Ulrichstein
- ウルリヒシュタイン・ウィンドパーク「ウルリヒシュタイナー・クロイツ」: 1998年稼働開始（2003年および2011年に拡張）、5基、総出力 7.7 MW、経営者 フォーゲルスベルガー・ヴィントエネルギー・ボーンおよび hessenEnergie
- レープゲスハイン・ウィンドパーク: 1996年稼働開始、4基、総出力 2 MW
- ヘルパースハイン・ウィンドパーク: 1996年稼働開始（1997年に拡張）、14基、総出力 7.8 MW、経営者 hessenEnergie およびウルリヒシュタイン施設局
- ヘルパースハイン＝マイヒェス・ウィンドパーク: 2011年稼働開始、7基、総出力 16.1 MW、経営者 hessenEnergie および Bürgerwind Ulrichstein

## 人物

### 出身者
- ヴォルフガング・ゲルハルト（1943年 - ）FDP党首（1995年 - 2001年）。

## 引用
1. ↑  Hessisches Statistisches Landesamt: Bevölkerung in Hessen am 31.12.2023 (Landkreise, kreisfreie Städte und Gemeinden, Einwohnerzahlen auf Grundlage des Zensus 2011)]
2. ↑  2011年3月27日の市議会議員選挙結果、ヘッセン州統計局（2012年7月21日 閲覧）
3. ↑  Die hessenWIND I, hessenENERGIE（2012年7月21日 閲覧）
4. ↑  Kommunaler Windpark Ulrichstein, hessenENERGIE（2012年7月21日 閲覧）
5. ↑  Bürgerwind Ulrichstein Betriebs GmbH & Co. KG, hessenENWRGIE（2012年7月21日 閲覧）
6. ↑  Sieben Windkraftanlagen mit je 180 Meter Höhe lösen 13 alte Anlagen ab（高さ 180 m の風力発電機 7基が、13基の古い施設と取り替えられた） osthessen news.de 2012年3月1日付け（2012年7月21日 閲覧）